# Adriana Tudela
Adriana Josefina Tudela Gutiérrez (Pamplona, 20 de agosto de 1988) es una abogada y política peruana. Es congresista de la república para el periodo 2021-2026.

## Biografía
Nació en Pamplona, Navarra, España el 20 de agosto de 1988. Fue inscrita en el consulado peruano de Madrid al nacer. Es hija del excanciller Francisco Tudela y Lucila Gutiérrez Murguía. Es nieta del embajador Felipe Tudela y Barreda y bisnieta de los diplomáticos Francisco Tudela y Varela y Casper van Breugel Douglas. Por su lado materno, es descendiente del empresario Salvador Gutiérrez Pestana y del reconocido político Manuel María Gálvez Egúsquiza, quien fue canciller durante el periodo de ocupación chilena de Lima en la guerra del Pacífico.
Realizó sus estudios escolares en el Villa María Academy, en Santiago de Chile, y en el Colegio Salcantay de la ciudad de Lima.
Estudió la carrera de Derecho en la Universidad de Lima, donde obtuvo el título de abogada en 2015. Tiene un máster en Derecho de la Universidad de Chicago.

## Vida política
Durante el periodo legislativo 2016-2020, Tudela laboró en el Congreso de la República como asesora del entonces congresista de la república y presidente del Congreso, Pedro Olaechea. Según una entrevista para Sudaca, se identifica en tener posturas entre liberales y conservadoras. Además, en otra entrevista para Exitosa, se autodefinió como «crítica» del fujimorismo, pero cambió de opinión al considerar que apoya el legado «democrático».

### Congresista
En las elecciones generales de 2021, fue elegida congresista de la república por Avanza País, con 47 141 votos, para el periodo parlamentario 2021-2026.
Junto a su compañero de bancada, Alejandro Cavero, fue promotora de una campaña en contra de una asamblea constituyente.
En 2025 presentó un proyecto de ley que podría beneficiar económicamente a las empresas en detrimento de la seguridad de los edificios. El proyecto de ley permitiría que los certificados de inspección técnica de seguridad en edificaciones (ITSE) tuvieran una vigencia indeterminada. Semanas después, retiró su proyecto tras el colapso del techo del centro comercial Real Plaza.